# Le Samouraï maudit

Le Samouraï maudit est une épopée théâtrale fantastique créée par Louis Dubois et Ghislaine Bizot, emblématique d'un genre que l'on nomme ken geki, et réalisée entre 2006 et 2007 par la compagnie Andromède. C'est une adaptation très libre de deux contes traditionnels japonais : Takénokodôji et Komébukuro & Awabukuro.
La première représentation du Samouraï Maudit a lieu le 10 juin 2007 à l'Espace Maurice Béjart de Verneuil-sur-Seine.

## L'univers de la saga

### Cadre historique
L'histoire de la saga complète prend cadre dans une ère historique japonaise correspondant à l'époque d'Edo, l'épisode central se déroulant en 1620. La réalité historique du pouvoir politique y est revisitée, le Japon étant contrôlé par un empereur disposant du pouvoir absolu. L'intrigue comporte un certain nombre de références historiques:
- Les guerres féodales précédant l'ère Edo.
- L'existence d'une organisation secrète de ninjas.
- L'appellation Yamato pour baptiser le Japon.
- L'utilisation du palanquin comme moyen de transports.
- L'utilisation de kimonos et de costumes typiquement japonais.

### Géographie
Le Samouraï maudit fait référence à des sites historiques réels, mais aussi à des contrées imaginaires.
Sites réels
- Le Pavillon d'Or
- Kyoto, où se trouve le Palais Impérial.
- Aoyama, village situé dans la banlieue de Kyoto.

Sites imaginaires
- L'Île Cirèna, qui reprend le thème popularisé par James Churchward du continent et de la civilisation perdue de Lémurie.
- Kiri No Oshiro, également appelé le Château des Brumes, localisé dans une zone inconnue, désertique. On peut attribuer la position géographique du château à l’Île d’Hokkaido.

## Distribution
- Roland Chappé : Takéo
- Valentine Calinaud : Oshima
- Adèle Bizot : Kiku
- Cyril Aufrechter : L'Empereur
- Clément Buffet : Kitoshi/Le Samouraï Maudit
- Julien Morvan : Le Samouraï Digne
- Joséphine Sens : Lala
- Cécile Chevalier : Papillonne/Yaé la Fée
- Marine Festa : Oyuki
- Antonin Sens : Mitsu/Papillon

## Raisons du succès
La pièce connut un succès important. Pour expliquer ce succès malgré le manque de moyens (le budget était relativement modeste, les acteurs peu connus), les facteurs suivants sont souvent avancés :
- L'histoire a développé un univers cohérent, avec, comme préoccupation constante, autant la création d'une ambiance que l'action proprement dite.
- La musique symphonique introduit des thèmes récurrents et des leitmotivs (procédé classique mais renforçant la cohérence.
- Des produits dérivés (tee-shirts, DVD…) ont été commercialisés.
- Une chanson a été reprise pour le spectacle du chanteur Azul, Vivre à l'envi, et un clip vidéo a été produit.
- Le récit est construit sur le principe d'initiation, récurrent dans toute mythologie, et qui lui confèrent un propos et une profondeur allant au-delà du simple divertissement.